# محوطه چیراتا
محوطه چیراتا مربوط به سده‌های اولیه دوران‌های تاریخی پس از اسلام است و در شهرستان نیر، بخش کوارئیم، دهستان یورتچی شرقی، روستای آق چای سفلی واقع شده و این اثر در تاریخ ۱۸ اسفند ۱۳۸۷ با شمارهٔ ثبت ۲۴۹۵۳ به‌عنوان یکی از آثار ملی ایران به ثبت رسیده است.